# Јастребови и копци
Јастребови и копци (лат. Accipiter) су род из породица грабљивица из породице Accipitridae. Са 51 признатом врстом најразноврснији је род у својој породици. Већина врста се назива јастреб тетреб или кобац, иако су скоро све врсте Новог света (осим северног јастреба) једноставно познате као јастребови. Анатомски се могу разликовати од својих рођака по недостатку прокоракоидног форамена. Две мале и аберантне врсте које се обично налазе овде поседују велики прокоракоидни форамен и такође се разликују у погледу ДНК секвенце. Они могу оправдати раздвајање у стари род Hieraspiza.
Постојећи аципитери варирају у величини од малог кобаца (A. minullus), код кога најмањи мужјаци имају дужину од 20 cm (7,9 in), распон крила 39 cm (15 in) и тежину од 68 g (2,4 oz), до северног јастреба (A. gentilis), код којег највеће женке имају дужину од 64 cm (25 in), распон крила 127 cm (50 in) и тежину од 2,2 kg (4,9 lb). Ове птице су витке са кратким, широким, заобљеним крилима и дугим репом који им помаже да маневришу у лету. Имају дуге ноге и дугачке, оштре канџе које се користе за убијање плена, и оштар, кукаст кљун који се користи за храњење. Женке су обично веће од мужјака. Често нападају свој плен из заседе, углавном мале птице и сисаре, хватајући их након кратке потере. Типичан образац лета је низ закрилаца праћених кратким клизањем. Обично се налазе у шумовитим или жбунастим областима.
Род Accipiter је увео француски зоолог Матурин Жак Брисон 1760. године са евроазијским кобцом (Accipiter nisus) као типском врстом. Име је латинска реч за „јастреб”, од accipere, „хватати”.

## Прокоракоидни форамен
Прокоракоидни форамен (или коракоидни форамен, коракоидна фенестра) је отвор кроз процес на предњем делу коракоидне кости, у коме се налази супракоракоидни нерв. У неким групама птица може бити присутан као зарез или incisura; или зарез може бити делимично или слабо затворен коском. У другим групама ова карактеристика је потпуно одсутна.
Форамен је генерално присутан код птица грабљивица, али га нема код већине проучаваних Accipiter јастребова. Ово одсуство се предлаже као дијагностичка карактеристика.
Студија скелета аципитрида открила је прокоракоидне инцисуре (за разлику од форамина) код неких примерака орлова Aquila gurneyi и A. chrysaetos, али не и код четири друге врсте Aquila. Зарез је био променљиво отворен или слабо окоштао код Spizastur melanoleucos, Lophoaetus occipitalis, Spizaetus ornatus, и Stephanoaetus coronatus. Такође, бутеонински јастребови Buteo brachyurus и B. hemilasius су имали инцисурае, што се разликује од 17 других врста Buteo.
Код еје (Circus) је откривено да је форамен променљив, не само унутар врсте, већ чак и између страна код исте јединке. Обично је отворен или одсутан, али може бити затворен „коштаном нити”. Истраживања у генетској филогенији су од тада показала да је Circus блиско повезан са Accipiter. Зарез је такође одсутан или нејасан код Harpagus bidentatus.
Urotriorchis macrourus има добро развијен прокоракоидни форамен, што указује на одвајање од Accipiter. Могуће је да је то повезано са појањем јастребова у племену Melieraxini.

## Генетска филогенија
Анализа молекуларне генетике показује да је Accipiter парафилетичан за еје, иако се ове две групе разликују по навикама лова и облику тела. Постоје три или четири кладе Accipiter, са измешаним Circus, Megatriorchis и Erythrotriorchis.
Џон Бојд предлаже да се Accipiter подели у четири одвојена рода: Aerospiza, Tachyspiza, Accipiter, и . У овој шеми Tachyspiza има највише врста, а редуковани Accipiter би имао само шест: евроазијски кобац (A. nisus, типска врста), црвенкасти кобац (A. rufiventris), оштро успињући јастреб (A. striatus), белипрси јастреб (A. chionogaster), обични јастреб (A. ventralis), црвенкасти јастреб (A. erythronemius).
- Племе 
  - (група 1)

  - (група 2)
    - (група 2a)
      - 
        - Еја ливадарка
        - Еја мочварица

## Врсте
| - Јастреб (Accipiter gentilis) - Кобац (Accipiter nisus) - Сивотрби јастреб (Accipiter poliogaster) - Ћубасти јастреб (Accipiter trivirgatus) - Сулавешки јастреб (Accipiter griseiceps) - Црвеногруди јастреб (Accipiter toussenelii) - Афрички јастреб (Accipiter tachiro) - Кинески кобац (Accipiter soloensis) - Мадагаскарски јастреб (Accipiter francesiae) - Тачкасторепи кобац (Accipiter trinotatus) - Сиви јастреб (Accipiter novaehollandiae) - Сивориђи јастреб (Accipiter hiogaster) | - Малосундски јастреб (Accipiter sylvestris) - Смеђи јастреб (Accipiter fasciatus) - Accipiter melanochlamys - Шарени јастреб (Accipiter albogularis) - Фиџијски јастреб (Accipiter rufitorques) - Белотрби јастреб (Accipiter haplochrous) - Молучки јастреб (Accipiter henicogrammus) - Сивоглави јастреб (Accipiter poliocephalus) - Новобритански јастреб (Accipiter princeps) - Црни кобац (Accipiter melanoleucus) - Хенстов јастреб (Accipiter henstii) - Мејеров јастреб (Accipiter meyerianus) | - Кестењастобоки кобац (Accipiter castanilius) - Никобарски кобац (Accipiter butleri) - Краткопрсти кобац (Accipiter brevipes) - Accipiter luteoschistaceus - Јастреб имитатор (Accipiter imitator) - Црвеноноги кобац (Accipiter erythropus) - Мали кобац (Accipiter minullus) - Јапански кобац (Accipiter gularis) - Патуљасти кобац (Accipiter nanus) - Риђоврати кобац (Accipiter erythrauchen) - Огрличасти кобац (Accipiter cirrocephalus) - Новобритански кобац (Accipiter brachyurus) | - Виногруди кобац (Accipiter rhodogaster) - Мадагаскарски кобац (Accipiter madagascariensis) - Овамбоански кобац (Accipiter ovampensis) - Риђогруди кобац (Accipiter rufiventris) - Кратконоги кобац (Accipiter badius) - Сићушни јастреб (Accipiter superciliosus) - Полуогрличасти јастреб (Accipiter collaris) - Accipiter striatus - Куперов јастреб (Accipiter cooperii) - Кубански јастреб (Accipiter gundlachi) - Двобојни јастреб (Accipiter bicolor) - Индијски кобац (Accipiter virgatus) |

Изумрле врсте:
- Accipiter efficax[28]
- Accipiter quartus[28]